# Astroceras aurantiacum
Astroceras aurantiacum is een slangster uit de familie Euryalidae.
De wetenschappelijke naam van de soort werd in 2011 gepubliceerd door Stöhr.